# Жана Меркус
Жана Меркус (хол. Jeanne Merkus; Џакарта, 11. октобар 1839 — Утрехт, 11. фебруар 1897) била је холандска племкиња, феминисткиња и борац у босанско-херцеговачком устанку и српско-турском рату.

## Детињство и младост
Жана Меркус рођена је 1839. године у Џакарти на острву Јава у тадашњој холандској колонији Источна Индија. Отац јој је био генерални гувернер колоније. Године 1844. Жанин отац умире, а породица се враћа у Холандију где јој четири године касније умире и мајка, Вилхелнима Крансен. Над Жаном и њеним сестрама старатељство је преузео стриц Шарл Гијом Маркус, свештеник протестантске валонске цркве. Боравак у кући свештеника утицао је на Жану да живот посвети Богу. Узор јој је постала Јованка Орлеанка. 
Поставши пунолетна, Жана је стекла право да располаже огромним наследством својих родитеља. Купила је имање код Арнема наставивши да живи далеко од градског света. Крајем шездесетих година продаје имање и креће на пут по Европи.

## Путовања по Европи
Прошла је кроз Немачку и Италију да би у Паризу преживела пруску опсаду током Француско-пруског рата. Током опсаде је добровољно помагала у Црвеном крсту лечивши рањенике. У Паризу је боравила и током проглашења Париске комуне. По савету лекара 1871. године креће на југ и стиже у ослобођену и уједињену Италију. 

## Боравак у Светој земљи
Две године касније допутовала је у Свету земљу која је тада била део територије Османског царства. Тамо је намеравала да сагради дворац у коме би дочекала Исуса приликом његовог Другог доласка. Преко посредника (странци нису могли куповати имања у Османском царству) купила је комад земље у близини капија Јафе, недалеко од Јерусалима. Платила је велику своту новца једном француском архитекти да јој сагради дворац. Потом се вратила у Европу. 

## Учешће у Херцеговачком устанку и прикључење српским устаницима
Године 1876. прикључила се Херцеговачком устанку против Турака (Невесињска пушка). Одвојила је велике количине новца за набавку топова који никада нису стигли на бојиште. Неколико месеци касније заробљена је на превару, заједно са Мићом Љубибратићем и групом устаника, приликом преласка аустријске границе. У градовима од Сиња до Трста дочекивана је народним овацијама. Успела је да се ослободи и крајем марта 1876. године стиже у Београд. О њој су писале новине у Шумадији, а Ђура Јакшић јој је посветио песму добродошлице. На Васкрс 1876. године, након Жаниног опоравка од болести која ју је задесила у Београду, приређена је у њену част велика поворка са бакљадама (око 6000 људи). Дана 30. јуна Срби и Црногорци објављују Турској рат за ослобођење. Следећег дана Жана се прикључила борби као добровољац. Донирала је устаницима 2000 тадашњих динара. Био је то највећи прилог устанку, (браћа Крсмановић донирала су 1000 динара, а Михаил Черњајев 60).

## Учешће у Српско-турском рату
Почетком устанка Жана је учествовала на Дринском фронту. Пре одласка у борбу завештала је сво своје имање српским устаницима у случају погибије. Носила је црногорско мушко одело. Према неким изворима, Жана је улазила у честе сукобе са неодлучним генералом Ранком Алимпићем који је предводио устанике око Бијељине. 
Тада јој је стигло наређење са високог места да се сместа повуче са Дрине у Београд јер су, наводно, постојале дојаве неког дипломатског представника у Цариграду да је Жана аустријски шпијун. Протерана је из Србије захваљујући тајним и другим службама.

## Последње године
Жана је поново посетила Свету земљу где је сазнала да су јој радови на изградњи замка пропали због пружања подршке српским устаницима. Потпуно осиромашена, Жана је 1895. године стигла у Париз где је чак у једном тренутку живела испод моста на Сени заједно са остали бескућницима. Завршила је потом у болници која је, сазнавши за њен идентитет, обавестила холандско дипломатско представништво. Брат ју је сместио у добротворну установу у околини Утрехта. Тамо је провела остатак живота. 

## Смрт
Жана Меркус преминула је почетком фебруара 1897. године. О њеном гробу нико није водио рачуна све до тридесетих година 20. века када је конзул Краљевине Југославије у Ротердаму, Сибе Миличић, издејствовао да се њен гроб обнови и одржава. 
Својом борбом на страни балканских народа Жана је стекла бројне надимке: „српска Јованка Орлеанка“, „српски Бајрон“, „Амазонка херцеговачког устанка“, „женски ускок“. 